# 梅德科韋茨市鎮
43°37′N 23°10′E / 43.617°N 23.167°E

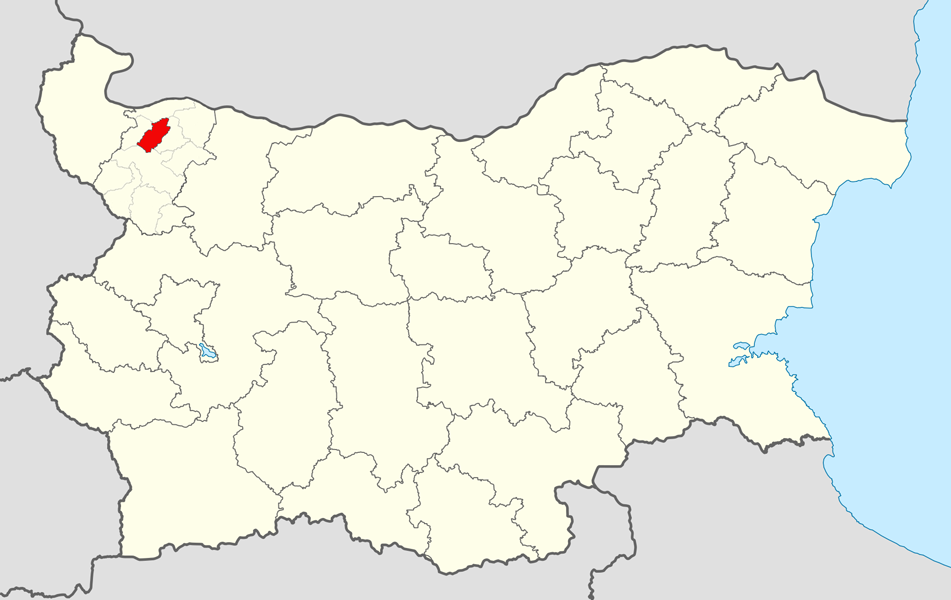

梅德科韋茨市，是保加利亞的城鎮，位於該國西北部，由蒙塔納州負責管轄，首府設於梅德科韋茨，面積188平方公里，2011年人口3,939，人口密度每平方公里20.95人。